# Kacudó sasin
A Kacudó sasin (活動写真; Hepburn: Katsudō shashin, ’Mozgókép’) az első ismert és fennmaradt japán animációs film, amelyre Macumoto Nacuki az Oszakai-Tokiói Művészeti és Zeneművészeti Egyetem tanára talált rá Kiotóban egy családi vetítőben több más régi film között 2005. július 31-én. A 3 másodperces film 50 képkockából áll, amelyet egy 35 mm-es celluloid szalagra rajzoltak fekete és piros színek használatával. Az animáción egy fiatalember látható sailor fukuban, aki a „活動写真” kandzsit írja fel egy táblára, majd a néző felé fordul és tiszteleg. Az alkotója nem ismert, de annyi tudható, hogy magáncélra készült, nem pedig nyilvános bemutatásra. Megtalálója, Macumoto Nacuki úgy véli, hogy 10 évvel előbb készült az 1917-es Imokava Mukuzo genkanban no makinál, bár keletkezésének dátumát mások 1915 körülire teszik.